# Gheorghe Iamandi
 
Gheorghe Iamandi (n. 7 aprilie 1957, București, România – d. 6 februarie 2024, Tulcea, Tulcea, România) a fost un fotbalist și antrenor român. Atacant, a făcut parte din echipa lui Dinamo București care a ajuns în semifinale în sezonul Cupei Europei 1983–84.   După ce și-a încheiat cariera de jucător, Iamandi a lucrat ca manager la Delta Tulcea și ca polițist în Tulcea.   Iamandi a murit la Tulcea pe 6 februarie 2024, la vârsta de 66 de ani 

## Trofee câștigate
Cu Dinamo București:
- Divizia A: 1983–84
- Cupa României: 1983–84